# Azay-le-Rideau

Azay-le-Rideau este o comună în departamentul Indre-et-Loire, Franța. În 1 ianuarie 2022 avea o populație de 3.415 de locuitori.